# 1236
| 1236               |
| ------------------ |
| Dødsfald - Fødsler |
|                    |

| Gregoriansk kalender | 1236 MCCXXXVI           |
| Ab urbe condita      | 1989                    |
| Armensk kalender     | 685 ԹՎ ՈՁԵ              |
| Kinesiske kalender   | 3932 – 3933 乙未 – 丙申 |
| Etiopisk kalender    | 1228 – 1229             |
| Jødisk kalender      | 4996 – 4997             |
| Hindukalendere       |                         |
| - Vikram Samvat      | 1291 – 1292             |
| - Shaka Samvat       | 1158 – 1159             |
| - Kali Yuga          | 4337 – 4338             |
| Iransk kalender      | 614 – 615               |
| Islamisk kalender    | 633 – 634               |

Regent i Danmark: Valdemar Sejr 1202-1241 og Erik Plovpenning (medkonge)
Se også 1236 (tal)

## Begivenheder
- 14. januar – Henrik 3. af England gifter sig med Eleonora af Provence.

## Dødsfald
- 29. juli – Ingeborg af Danmark, fransk dronning (f. 1175)